# Rue Marguerite-Gonnet
Pour les articles homonymes, voir Gonnet.
La rue Marguerite-Gonnet est une voie du 11e arrondissement de Paris, en France.

## Situation et accès
La rue Marguerite-Gonnet est une voie publique située dans le 11e arrondissement de Paris. Elle débute au 285, rue du Faubourg-Saint-Antoine et se termine au 60, rue de Montreuil.

## Origine du nom
Cette voie rend hommage à la résistante française Marguerite Gonnet (1898-1996).

## Historique
La rue Gonnet est ouverte en 1834, sous cette dénomination. Elle porte alors le nom de son ancien propriétaire.
Par une délibération du Conseil de Paris du 9 février 2024, la voie est renommée rue Marguerite-Gonnet, rendant ainsi hommage, par homonymie, à une figure de la Résistance française.